# Fischerweihermoor
Das Gebiet Fischerweihermoor ist ein mit Verordnung vom 12. Juli 1990 ausgewiesenes Naturschutzgebiet (NSG-Nummer 3.173) im baden-württembergischen Landkreis Konstanz in Deutschland.

## Lage
Das rund 54 Hektar große Naturschutzgebiet „Fischerweihermoor“ gehört naturräumlich zum Hegau. Es liegt auf der Gemarkung Kaltbrunn, etwa zweieinhalb Kilometer nordwestlich der Allensbacher Ortsmitte, auf einer durchschnittlichen Höhe von 432 m ü. NHN.
Es wird nach Südosten hin vom Kaltbrunner Bach und dem im spitzen Winkel diesem zumündenden Bündlisriedgraben entwässert. Der Kaltenbrunner Bach selbst erreicht kurz vor dem nördlichen Ortsrand von Allensbach den dortigen Mühlbach, der sich nach Durchlaufen des Dorfes in den Gnadensee genannten Teil des Bodensees ergießt.

## Schutzzweck
Wesentlicher Schutzzweck ist die Erhaltung eines reich strukturierten Feuchtgebiets mit drei Restflächen eines ehemals ausgedehnten Moorkomplexes, Niedermoor- und Streuwiesenkomplexen und einem Zwischenmoor als Lebensraum für eine Vielzahl seltener und geschützter Tier- und Pflanzenarten.

## Flora und Fauna
Folgende, seltene und teils vom Aussterben bedrohte Pflanzen- und Tierarten (Auswahl) wurden im Naturschutzgebiet erfasst:

### Flora
- Binsengewächse (Juncaceae)
  - Alpen-Binse (Juncus alpinus)
  - Stumpfblütige Binse (Juncus subnodulosus)
- Doldenblütler (Apiaceae)
  - Kümmelblättrige Silge (Selinum carvifolia)
  - Sumpf-Haarstrang (Peucedanum palustre)
- Enziangewächse (Gentianaceae)
  - Schwalbenwurz-Enzian (Gentiana asclepiadea)
- Fieberkleegewächse (Menyanthaceae)
  - Fieberklee (Menyanthes trifoliata)
- Hahnenfußgewächse (Ranunculaceae)
  - Zungen-Hahnenfuß (Ranunculus lingua)
- Hülsenfrüchtler (Fabaceae)
  - Berg-Klee (Trifolium montanum)
- Korbblütler (Asteraceae)
  - Ochsenauge (Buphthalmum salicifolium)
  - Weidenblättriger Alant (Inula salicina)
- Kreuzblumengewächse (Polygalaceae)
  - Sumpf-Kreuzblume (Polygala amarella)
- Nelkengewächse (Caryophyllaceae)
  - Pracht-Nelke (Dianthus superbus)
- Orchideen (Orchidaceae)
  - Fleischfarbenes Knabenkraut (Dactylorhiza incarnata)
  - Mücken-Händelwurz (Gymnadenia conopsea)
  - Sumpf-Glanzkraut (Liparis loeselii)
  - Sumpf-Stendelwurz (Epipactis palustris)
  - Zweiblättrige Waldhyazinthe (Platanthera bifolia)
- Primelgewächse (Primulaceae)
  - Echte Schlüsselblume (Primula veris)
  - Hohe Schlüsselblume (Primula elatior)
  - Mehlprimel (Primula farinosa)
- Rötegewächse (Rubiaceae)
  - Moor-Labkraut (Galium uliginosum)
  - Nordisches Labkraut (Galium boreale)
- Sauergrasgewächse (Cyperaceae)
  - Davalls Segge (Carex davalliana)
  - Draht-Segge (Carex diandra)
  - Gewöhnliche Teichbinse (Schoenoplectus lacustris)
  - Rostrotes Kopfried (Schoenus ferrugineus)
  - Scheinzypergras-Segge (Carex pseudocyperus)
  - Schmalblättriges Wollgras (Eriophorum angustifolium)
  - Schwarzes Kopfried (Schoenus nigricans)
  - Schwarzschopf-Segge (Carex appropinquata)
  - Schuppenfrüchtige Gelb-Segge (Carex lepidocarpa)
  - Steife Segge (Carex elata)
  - Zweihäusige Segge (Carex dioica)
- Schachtelhalmgewächse (Equisetaceae)
  - Teich-Schachtelhalm (Equisetum fluviatile)
- Spindelbaumgewächse (Celastraceae)
  - Sumpf-Herzblatt (Parnassia palustris)
- Süßgräser (Poaceae)
  - Dreizahn (Danthonia decumbens)
- Weidengewächse (Salicaceae)
  - Kriech-Weide (Salix repens)

### Fauna
- Heuschrecken (Orthoptera)
  - Sumpfschrecke (Mecostethus grossus)
- Libellen (Odonata)
  - Blauflügel-Prachtlibelle (Calopteryx virgo)
  - Gefleckte Smaragdlibelle (Somatochlora flavomaculata)
  - Sibirische Winterlibelle (Sympecma paedisca)
  - Torf-Mosaikjungfer (Aeshna juncea)
- Schmetterlinge (Lepidoptera)
  - Brauner Waldvogel (Aphantopus hyperantus)
  - Schwalbenschwanz (Papilio machaon)
- Vögel (Aves)
  - Braunkehlchen (Saxicola rubetra)
  - Rohrammer (Emberiza schoeniclus)
  - Sumpfrohrsänger (Acrocephalus palustris)

## Zusammenhang mit anderen Schutzgebieten
Mit dem Naturschutzgebiet „Fischerweihermoor“ sind das Landschaftsschutzgebiet „Bodanrück“ (3.35.009), das FFH-Gebiet „Bodanrück und westl. Bodensee“ (DE-8220-341) sowie das Vogelschutzgebiet „Bodanrück“ (DE-8220-402) als zusammenhängende Schutzgebiete ausgewiesen.